# 大員環化合物
大員環化合物（だいいんかんかごうぶつ, macrocyclic compound）または大環状化合物（だいかんじょうかごうぶつ）とは、概ね10個以上の原子からなる環状構造を持つ有機化合物の総称である。
代表的なグループとしてはポルフィリン、マクロライド、クラウンエーテルなどがある。

代表的な大員環化合物
ウロポルフィリノーゲンIII (ポルフィリン化合物)
エリスロマイシン (マクロライド)
18-クラウン-6 (クラウンエーテル)

これらの多くは環状構造の中心にアルカリ金属、アルカリ土類金属、遷移金属などを配位させて錯体を形成する。これらの化合物やこれを含む複合タンパク質には、自然光からの選択的な周波数吸収によって発色して色素となったり、化学的には金属イオンを交換したり（代謝）、酸化や還元の経路や回路を形成したり（呼吸）するなど、生命活動で重要な働きを行うものが多い。